# Watertown (Nova York)

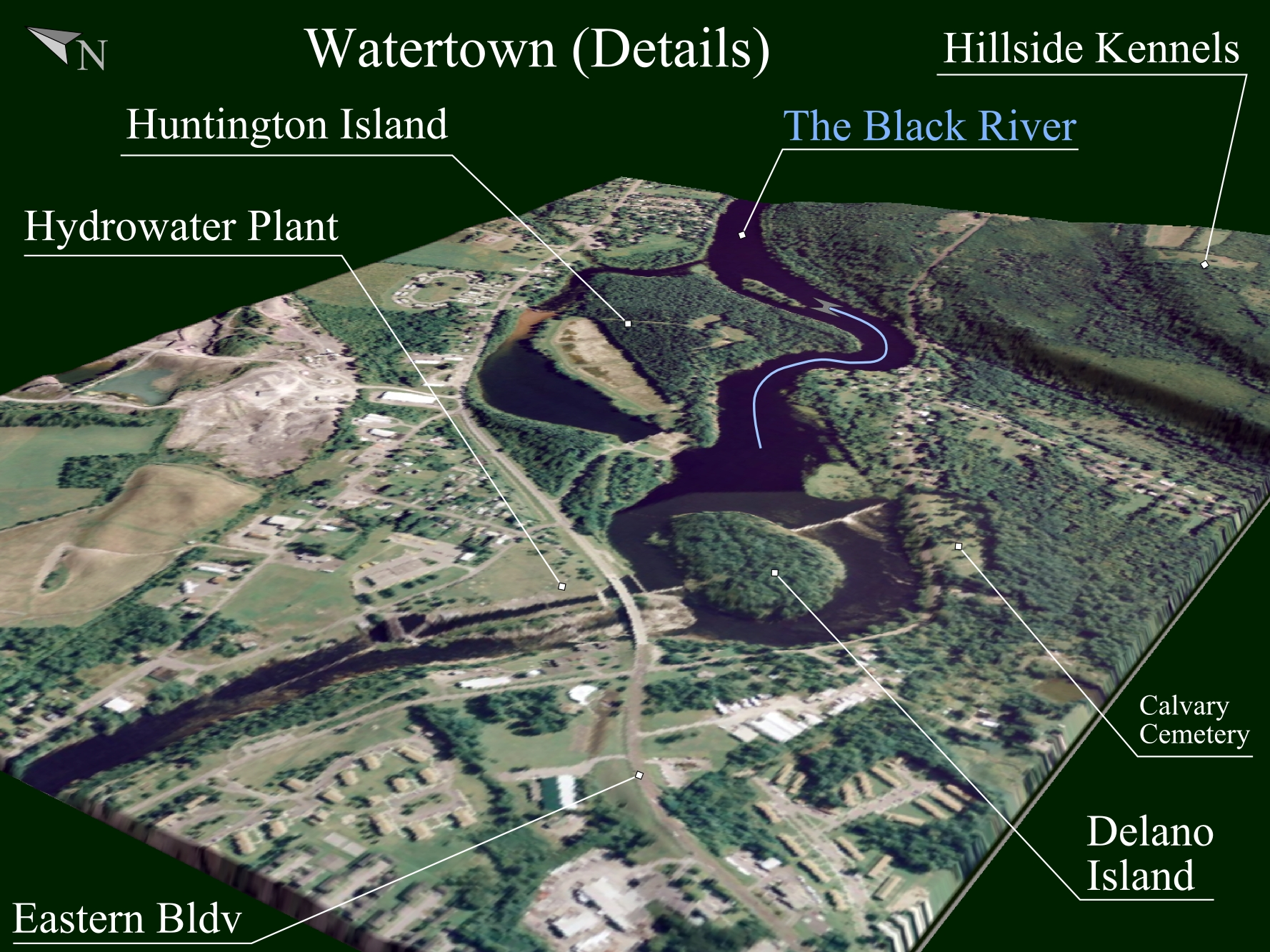
Vista en 3D de Watertown

Watertown és una ciutat del Comtat de Jefferson als Estats Units d'Amèrica. Segons el cens del 2000 tenia 27.000 habitants.

## Demografia
Segons el cens del 2000, Watertown tenia 26.705 habitants, 11.036 habitatges, i 6.500 famílies. La densitat de població era de 1.150,8 habitants per km².
Dels 11.036 habitatges en un 31,9% hi vivien nens de menys de 18 anys, en un 40,7% hi vivien parelles casades, en un 14,2% dones solteres, i en un 41,1% no eren unitats familiars. En el 34,5% dels habitatges hi vivien persones soles el 13,8% de les quals corresponia a persones de 65 anys o més que vivien soles. El nombre mitjà de persones vivint en cada habitatge era de 2,32 i el nombre mitjà de persones que vivien en cada família era de 2,99.
Per edats la població es repartia de la següent manera: un 25,9% tenia menys de 18 anys, un 10,4% entre 18 i 24, un 29,6% entre 25 i 44, un 18,5% de 45 a 60 i un 15,5% 65 anys o més.
L'edat mediana era de 34 anys. Per cada 100 dones de 18 o més anys hi havia 86,1 homes.
La renda mediana per habitatge era de 28.429 $ i la renda mediana per família de 36.115 $. Els homes tenien una renda mediana de 31.068 $ mentre que les dones 21.294 $. La renda per capita de la població era de 16.354 $. Entorn del 14,4% de les famílies i el 19,3% de la població estaven per davall del llindar de pobresa.